# Roberto Fittirillo
Roberto Fittirillo detto Robertino (Roma, 24 settembre 1954) è un mafioso italiano, ed esponente dell'organizzazione mafiosa romana Banda della Magliana.

## Biografia

### Gli inizi
Residente nella zona del Tufello ,entrò a far parte della Banda come sicario e con compiti di controllo dello spaccio delle sostanze stupefacenti nelle zone del Tufello-Alberone

### Il primo arresto
Arrestato una prima volta nel 1992 con l'accusa di traffico di sostanze stupefacenti e poi, una seconda volta, nel 1993 a seguito dell'Operazione Colosseo che, grazie alle rivelazioni dei pentiti, decapitò l'intera Banda, Fittirillo rimase in carcere per un solo anno. 

### Il processo del 2007
Nell'ultimo processo alla Banda, iniziato il 13 giugno 2007, venne chiamato a rispondere per cinque omicidi avvenuti fra l'81 e l'83: Giuseppe Magliolo ucciso la sera del 24 novembre 1981 nell'ambito della faida interna alla banda, Michele D'Alto detto Guancialotto, ucciso il 31 luglio del 1982 e Claudio Vannicola detto la Scimmia, eliminato il 23 febbraio del 1982 entrambi perché concorrenti nel traffico di droga, Fernando Proietti detto il Pugile, giustiziato il 30 giugno del 1982 per vendicare la morte del Negro e Angelo De Angelis ucciso il 10 febbraio 1983 perché sospettato di tagliare la cocaina che avrebbe dovuto spacciare per conto della Banda. La sentenza della Corte di Assise di Roma del 12 ottobre 2007 decretò la sua assoluzione per prescrizione in ragione del "tempo trascorso dalla loro commissione" e per il "comportamento irreprensibile" tenuto dall'imputato.

### Il presente
Il 4 novembre 2020 viene arrestato durante l'operazione Magliana Fenix insieme al figlio Massimiliano ed altre 18 persone per essere ritenuto il capo di una organizzazione criminale di altissimo livello dedita al traffico di sostanze stupefacenti che era di base nell'area del Tufello ma riforniva diverse piazze di spaccio romane. Le indagini hanno mostrato come Fittirillo fosse in contatto tramite i suoi uomini di fiducia Marini Alessio detto Black indagato per alcuni fatti di sangue avvenuti tra il 2014 e 2017 che è stato ritenuto il broker della banda e Raguli Massimiliano con Fabrizio Fabietti, a sua volta braccio destro di Fabrizio Piscitelli detto "Diabolik", capo ultra della Lazio ucciso il 9 agosto 2019.L'operazione ha portato al sequestro di orologi di lusso tra cui Rolex e Audemar Piguet per un valore di 1.500.000 di euro e ha congiunto numerose figure della malavita romana. La Cassazione ha confermato le condanne della corte di appello diventate definitive per Fittirillo Roberto a 14 anni per Marini Alessio a 10 anni e 8 mesi e Fittirillo Massimiliano a 5 anni e 6 mesi.